# Drávagárdony
Drávagárdony (horvátul: Gardonja) község Somogy vármegyében, a Barcsi járásban.

## Fekvése
Barcstól délkeletre helyezkedik el, a Dráva közvetlen közelében, a déli országhatár mellett, Potony és Drávatamási között.

### Megközelítése
Csak közúton közelíthető meg, a Harkány-Sellye-Darány közt húzódó 5804-es útról Kastélyosdombó nyugati részén leágazva, az 58 162-es számú mellékúton.
Keresztülszeli a községet az EuroVelo nemzetközi kerékpárút-hálózat 13. számú, „Vasfüggöny” útvonalának horvát-magyar határ menti szakasza, amelynek a Drávatamási és Drávasztára közti 3. számú etapja érinti a falut. Érdekesség, hogy a térségben amúgy jobbára a Dráva töltésén vezető útvonal itt több kilométeren keresztül eltávolodik a folyótól, északi irányba.

## Története
Drávagárdony nevét 1483-1490 között említette először oklevél Gardon néven, birtokosa ekkor a Pok nemzetségből származó Meggyesaljai Mórocz család volt. 
1483-ban Meggyesaljai Mórocz László itteni birtokait Korotnai Jánosnak engedte át. 1490-ben a Meggyesaljai család birtoka. 
Az 1550-1599 évi adólajstromok szerint a pécsi püspökség birtoka volt. 
Az 1554 évi török kincstári adólajstromban csak 8 házzal volt említve, de 1565-1566-os fejadólajstromban 17, az 1571 éviben pedig már 36 házzal volt felváve. A pannonhalmi főapátsági dézsmaváltságjegyzék szerint ekkor a Zrínyi család birtoka volt. 
1692-ben Babócsay István birtoka volt. Az 1715-ös összeíráskor 5 háztartását írták össze. 
1726-1733 között Bakó Farkas, 1757-ben László és Ádám, 1767-ben csak Ádám, 1776-ban pedig Bakó Mihály volt a földesura. A Bakó család itteni birtokai házasság révén  kerültek Thassy Károly birtokába. A 20. század elején Thassy Elemér volt itt a nagyobb birtokos. 
A helybeli temetőben a török hódoltság alatt egy halom emelkedett, mely a Pécs és Verőcze közötti vonalon felállított őrállomások egyike volt. 
A 20. század elején Somogy vármegye Barcsi járásához tartozott.
1910-ben 381 lakosából 370 magyar, 3 német, 7 horvát volt. Ebből 67 római katolikus, 312 református, 2 izraelita volt.

## Közélete

### Polgármesterei
- 1990–1994: András Ernő (független)[5]
- 1994–1998: András Ernő (független)[6]
- 1998–2002: András Ernő (független)[7]
- 2002–2006: Kovács István (független)[8]
- 2006–2010: Kovács István (független)[9]
- 2010–2014: Kovács István (független)[10]
- 2014–2018: Kovács István (független)[11]
- 2018–2019: Berta Sándor (független)[12]
- 2019–2024: Berta Sándor (független)[13]
- 2024– : Berta Sándor (független)[1]

A településen 2018. május 6-án időközi polgármester-választást kellett tartani, az előző polgármester januárban bekövetkezett halála miatt.

## Népesség
A település népességének változása:
| Lakosok száma | 146  | 163  | 156  | 160  | 151  | 149  | 144  |
|               | 2013 | 2014 | 2015 | 2021 | 2022 | 2023 | 2024 |

A 2011-es népszámlálás során a lakosok 78,6%-a magyarnak, 17,1% cigánynak, 0,7% szerbnek mondta magát (21,4% nem nyilatkozott; a kettős identitások miatt a végösszeg nagyobb lehet 100%-nál). A vallási megoszlás a következő volt: római katolikus 37,9%, református 18,6%, felekezet nélküli 15% (28,6% nem nyilatkozott).
2022-ben a lakosság 96%-a vallotta magát magyarnak, 5,3% cigánynak (4% nem nyilatkozott; a kettős identitások miatt a végösszeg nagyobb lehet 100%-nál). Vallásuk szerint 34,4% volt római katolikus, 16,6% református, 0,7% egyéb katolikus, 19,9% felekezeten kívüli (27,8% nem válaszolt).

## Nevezetességei
- A település ártéri erdői és rétjei, a Duna–Dráva Nemzeti Park kezelésében.